# Nails (Band)
Nails ist eine US-amerikanische Powerviolence-Band aus Oxnard, Kalifornien.

## Bandgeschichte
Nails wurden von Sänger und Gitarrist Todd Jones (ex-Terror), John Gianelli und Taylor Young im Jahr 2007 gegründet. Die Band veröffentlichte zunächst mit Obscene Humanity (2009) und Unsilent Death (2010) zwei kurze Alben im Eigenverlag und limitiert auf 1.000 Stück. Anschließend wurde die Band von Southern Lord unter Vertrag genommen, die Unsilent Death neu veröffentlichten. 2013 erschien mit Abandon All Life dann das dritte Album der Gruppe. 2014 wechselte die Band zum Musiklabel Nuclear Blast, auf dem auch ihr aktuelles Album You Will Never Be One Of Us (2016) erschien.

## Musikstil
Die Musik von Nails wird dem Genre Powerviolence zugeordnet, das sich durch einen sehr schnellen und extremen Sound auszeichnet. Dabei verbindet die Band Einflüsse aus dem Grindcore, Hardcore Punk, Crustcore und extremen Spielarten des Metals. Alle Alben von Nails wurden von dem Converge-Gitarristen Kurt Ballou produziert, so dass der brutale und raue Sound der Band, von einer, für das Genre nicht immer üblichen, druckvollen Produktion untermalt wird. Ebenfalls charakteristisch für die Musik der Band sind ihre meist sehr kurz gehaltenen Kompositionen, so dass ihre ersten drei Alben eine Spielzeit von gerade mal 15 Minuten nicht überschreiten. Auf ihrem neuesten Album You Will Never Be One Of Us (2016) sind jedoch auch längere Stücke vertreten.

## Diskografie

### Alben
- 2009: Obscene Humanity 12″ (Streetcleaner Records / Six Feet Under Records)
- 2010: Unsilent Death (Streetcleaner Records / Six Feet Under Records)
- 2013: Abandon All Life (Southern Lord)
- 2016: You Will Never Be One of Us (Nuclear Blast)
- 2024: Every Bridge Burning

### EPs
- 2012: Obscene Humanity 7″ (Southern Lord)

### Split-Veröffentlichungen
- 2012: Skin Like Iron / Nails – Skin Like Iron / Nails 7″